# フリードリヒ・ゲルンスハイム
フリードリヒ・ゲルンスハイム（ドイツ語: Friedrich Gernsheim, 1839年7月17日 ヴォルムス - 1916年9月10日 ベルリン）は、ドイツの作曲家・ピアニスト・指揮者。一時期は忘れ去られていたが、近年、作品の録音が進むとともに蘇演が行われ、復活の機運が著しい。

## 略歴

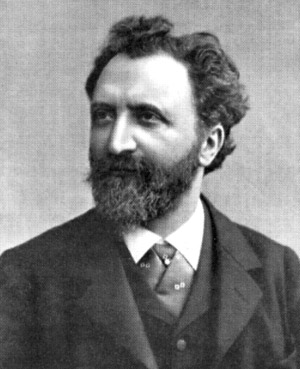
フリードリヒ・ゲルンスハイム

フランス支配を機に解放された、同化ユダヤ人の家庭に生まれる。父親は医師。7歳で地元の音楽監督ルイ・リーベ（ルイ・シュポーアの門人）に音楽を師事。1848年革命を避けて一家はまずマインツに、その後ライプツィヒに転居。1852年よりライプツィヒでゲルンスハイムは、ピアノをイグナーツ・モシェレスに師事。1855年から1860年までパリに留学して、ジョアキーノ・ロッシーニやエドゥアール・ラロ、カミーユ・サン＝サーンスらと親交を結ぶ。
1861年、指揮者ヘルマン・レーヴィのあと空席になっていたザールブリュッケンの音楽監督に就任。1865年にはケルン音楽院に招聘され、間もなく同地の音楽協会・国立合唱協会・歌手団の音楽監督に指名された。国立歌劇場管弦楽団の指揮者の地位も1873年には彼に託された。1874年、オランダ・ロッテルダムに赴き、フィルハーモニー協会の音楽監督を1890年まで勤めた。1890年からはベルリンのシュテルン音楽院で教鞭をとり、音楽院付属の合唱協会の指揮者となった。1897年、王立ベルリン芸術アカデミーの会員となり、1901年には作曲家アカデミー高等学院の院長に任命される。

## 主要作品一覧
交響曲、ピアノ五重奏曲、ピアノ三重奏曲、ヴァイオリン・ソナタは全曲録音がされている。ピアノ四重奏曲の第1番、第3番や、チェロ・ソナタ第1番、弦楽四重奏曲第2番も録音がある。弦楽五重奏曲第2番とピアノ四重奏曲第2番、弦楽三重奏曲 作品74は2003年に蘇演され、チェロ協奏曲は2005年に、アリ・ラシライネン指揮ラインラント＝プファルツ州立フィルハーモニー管弦楽団とチェロ奏者アレクサンダー・ヒュルスホフによって復活上演が行われた。
- 交響曲
  - 第1番 ト短調 作品32（1875年）
  - 第2番 変ホ長調 作品46（1882年）
  - 第3番 ハ短調《ミリアム》作品54（1887年）
  - 第4番 変ロ長調 作品62 （1895年）

- 協奏曲
  - ピアノ協奏曲 ハ短調 作品16
  - ヴァイオリン協奏曲
    - 第1番 ニ長調 作品42
    - 第2番 ヘ長調 作品86
    - ヴァイオリンと管弦楽のための《幻想的小曲》作品33

  - チェロ協奏曲 ホ短調 作品78

- 管弦楽曲
  - あるドラマのために Zu einem Drama 作品82
  - ディヴェルティメント 作品53

- 室内楽曲
  - ピアノ五重奏曲
    - 第1番 ニ短調 作品35
    - 第2番 ロ短調 作品63（1897年ごろ出版）

  - 弦楽五重奏曲
    - 第1番 ニ長調 作品9
    - 第2番 変ホ長調 作品89

  - ピアノ四重奏曲
    - 第1番 変ホ長調 作品6
    - 第2番 ハ短調 作品20（1870年ごろ出版）
    - 第3番 ヘ長調 作品47（1883年）

  - 弦楽四重奏曲
    - 第1番 ハ短調 作品25
    - 第2番 イ短調 作品31（1875年）
    - 第3番 ヘ長調 作品51（1886年）
    - 第4番 ホ短調 作品66
    - 第5番 イ長調 作品83（初版は1911年ごろ）

  - ピアノ三重奏曲
    - 第1番 ヘ長調 作品28
    - 第2番 変ロ長調 作品37

  - ヴァイオリン・ソナタ
    - 第1番 ハ短調 作品4（1864年ごろ出版）
    - 第2番 ハ長調 作品50（1885年ごろ出版）
    - 第3番 ヘ長調 作品64（1898年ごろ出版）
    - 第4番 ト長調 作品85

  - チェロ・ソナタ
    - 第1番 ニ短調 作品12
    - 第2番 ホ短調 作品87*

  - ピアノ・ソナタ ヘ長調 作品1

- 合唱と管弦楽のための作品
  - Nibelungen wiederfahrt 作品73
  - Nornen wiegenlied 作品65
  - アグリッピナ 作品77